# 佐賀県立佐賀工業高等学校
佐賀県立佐賀工業高等学校（さがけんりつさがこうぎょうこうとうがっこう, 英: Saga Prefectural Saga Technical High School）は、佐賀県佐賀市緑小路に所在する公立の工業高等学校。通称「佐工」。
全国高等学校ラグビーフットボール大会で準優勝（2000年大会）を果たした事もあるラグビーの強豪校として認識されている。

## 概要
歴史
1898年（明治31年）に「佐賀県工業学校」として開校。2018年（平成30年）に創立120周年を迎えた。
設置家庭・学科
全日制課程 6学科
- 機械科
- 機械システム科
- 電気科
- 電子科
- 情報システム科
- 建築科

定時制課程 2学科（夜間）
- 機械科
- 電気科

校訓
「至誠・剛健」
校章
佐賀のローマ字表記の頭文字「S」を図案化したものを背景にして、中央に「工高」の文字（縦書き）を置いている。
校歌
旧制工業学校時代の1934年（昭和9年）に制定。作詞は吉田絃二郎（旧制工業学校卒業生）、作曲は夏目藤一郎による。歌詞は3番まであり、2番に「工の業」、3番に校訓「至誠剛健」が登場する。
制服
男子 - 冬服はグレーの学ラン、校章と学年章を付ける。夏服は半そでのカッターシャツに灰色のスラックス。

## 沿革
- 1898年（明治31年）
  - 3月4日 - 佐賀県令により「佐賀県工業学校」の設立が公布される。金工科と木工科の2学科を設置。
  - 4月1日 - 開校。
  - 5月14日 - 佐賀市松原町（現・佐賀中央郵便局）で開校式を挙行。
- 1899年（明治32年）3月6日 - 佐賀市水ケ江町に新校舎が完成し移転。
- 1900年（明治33年）4月1日 - 佐賀県西松浦郡有田町に有田分校（窯業科）を設置。
- 1902年（明治35年）4月1日 - 「佐賀県立佐賀工業学校」に改称。
- 1903年（明治36年）4月10日 - 有田分校が分離の上、「佐賀県立有田工業学校」として独立。
- 1906年（明治39年）4月1日 - 統合により「佐賀県立商船工業学校[1]分校」と改称。金工科、木工科をそれぞれ機械科、建築科に改め、木工科の生徒募集を停止。
- 1910年（明治43年）4月1日 - 佐賀県立商船工業学校[1]より独立し「佐賀県立佐賀工業学校」に戻る。制服と校章を改正。
- 1911年（昭和44年）10月6日 - 校旗を制定。
- 1916年（大正5年）4月 - 電気科（修業年限3年、定員30名）を設置。
- 1918年（大正7年）12月7日 - 創立20周年を記念して平屋1棟「高明館」が卒業生から寄贈される。
- 1920年（大正9年）3月31日 - 逓信省第110号を以て電気科卒業者に、電気事業主任技術者資格第三種が認可される。
- 1931年（昭和6年）4月1日 - 修業年限を5年に延長。入学資格を尋常小学校を卒業した12歳以上の男子とする。
- 1934年（昭和9年）- 校歌を制定。
- 1936年（昭和11年）12月9日 - 佐賀市上多布施町658（現在地・1969年（昭和44年）に住所表記変更）に新校舎が完成し移転を完了。
- 1937年（昭和12年）3月31日 - 第二部（修業年限:1年 / 定員:機械科40名、電気科30名 / 入学資格:中学校卒業程度）を設置。
- 1938年（昭和13年）3月31日 - 第三本科応用化学科（修業年限:2年 / 定員:40名 / 入学資格:高等小学校卒業程度）を設置。入学資格を高等小学校卒業とする。
- 1940年（昭和15年）3月18日 - 第二本科採鉱冶金科（修業年限:3年 / 定員:40名 / 入学資格:高等小学校卒業程度）を設置。
- 1941年（昭和16年）
  - 3月31日 - 第二部を廃止。
  - 4月1日 - 第二本科機械科（修業年限:3年 / 定員:40名 / 入学資格:高等小学校卒業程度）を設置。修業年限5年の機械科と電気科をそれぞれ「第一本科」機械科及び電気科に改称。第三本科採鉱冶金科（修業年限:2年 / 定員:40名 / 入学資格:高等小学校卒業程度）を設置。
- 1943年（昭和18年）
  - 4月1日 - 第一本科建築科を設置（修業年限4年 / 定員:40名 / 入学資格:尋常小学校卒業程度）を設置。中等学校令の施行により、この時の入学生から第一本科の修業年限が4年となる。
  - 11月17日 - 軍需大臣より電気工事人免許試験免除の件が承認される。
- 1944年（昭和19年）
  - 3月31日 - 第三本科採鉱冶金科と第三本科応用化学科の募集を停止。
  - 4月1日 - 第一本科電気科を1学級増設。「佐賀県立第二工業学校」（機械科、電気通信科、冶金科）を併置。
- 1945年（昭和20年）
  - 3月 - 4年生（昭和16年入学）と5年生（昭和15年入学）の合同卒業式を挙行。教育ニ関スル戦時非常措置方策により、中等学校令の施行される前に入学した生徒（昭和16年・昭和17年入学生）にも修業年限4年が適用されるようになったため。
  - 4月1日 - 第一本科採鉱科（定員40名）を設置。
- 1946年（昭和21年）4月1日 - 第一本科の修業年限が5年に戻る。
- 1947年（昭和22年）4月1日 - 学制改革（六・三制の実施）が行われる。
  - 工業学校としての生徒募集を停止。
  - 新制中学校を併設（以下・併設中学校）し、第一本科1・2年修了者を新制中学校2・3年生として収容。
  - 併設中学校は経過措置として暫定的に設置されたもので新たに生徒募集は行われず、在校生が2・3年生のみの中学校であった。
  - 第二工業学校の廃止に伴いその機械科、電気通信科、冶金科の2・3年修了者をそれぞれ本校第二本科、機械科、電気通信科、採鉱科の2・3年生に編入。
- 1948年（昭和23年）4月1日 - 学制改革により工業学校が廃止され、新制高等学校「佐賀県立佐賀工業高等学校」（現校名）が発足。機械科（100名）、電気科（100名）、建築科（50名）、採鉱科（50名）の4学科を設置。
  - 旧制第一本科5年と第二本科3年卒業者を新制高校3年生として収容。
  - 旧制第一本科4年と第二本科2年修了者を新制高校2年生として収容。
  - 併設中学校卒業者（第一本科3年修了者）を新制高校1年生として収容。
  - 併設中学校は存続し、1946年（昭和21年）に工業学校へ最後に入学した3年生のみとなる。
- 1949年（昭和24年）3月31日 - 併設中学校を廃止。
- 1952年（昭和27年）4月1日 - 定時制課程2学科（機械科・電気科（定員各40名・修業年限4年））を設置。全日制採鉱科を1学級増設。
- 1955年（昭和30年）4月 - 採鉱科を採鉱冶金科に改称。
- 1956年（昭和31年）
  - 3月 - 新校旗を制定。
  - 4月15日 - 建築木工機械工場が完成。
- 1958年（昭和33年）
  - 3月7日 - 機械科仕上実習場・工場が完成。
  - 5月14日 - 創立60周年を記念して体育館が完成。
- 1961年（昭和36年）5月 - 定時制課程、無償でミルク給食を開始。採鉱冶金実習室が完成。
- 1962年（昭和37年）
  - 3月 - 自動制御実習室が完成。
  - 4月1日 - 全日制課程電子科（定員50）を設置。
  - 7月3日 - 定時制課程、パン給食を開始。
  - 10月 - 定時制設置10周年を記念して運動場夜間照明灯を新設。
- 1963年（昭和38年）
  - 3月 - 電子科実習室が完成。
  - 4月 - 機械科と電子科をそれぞれ1学級増設。
- 1964年（昭和39年）4月14日 - 第2教室棟（普通教室9・電子科実習室3）が完成。
- 1965年（昭和40年）11月29日 - 電子科実習室が完成。
- 1966年（昭和41年）4月 - 採鉱冶金科を廃止し、金属工業科を設置。
- 1968年（昭和43年）
  - 3月 - 選抜高等学校野球大会（春のセンバツ甲子園・第40回大会）に初出場。
  - 5月1日 - 運動場の南側を拡張。
  - 7月 - 講堂、旧柔剣道場、物理・化学教室、鋳造実習工場を解体。
  - 8月 - 全国高等学校野球選手権大会（夏の甲子園大会・第50回大会）に初出場。運動場中央部の市道を廃止。
  - 9月 - 運動場総合整地を実施。
- 1969年（昭和44年）
  - 5月1日 - 住居表示変更により、佐賀市緑小路1番1号となる。
  - 6月 - 第1校舎が完成。
- 1970年（昭和45年）
  - 3月31日 - 建築・金属工業実習棟が完成。
  - 6月17日 - 管理棟が完成。
  - 12月 - 全国高等学校ラグビーフットボール大会（第50回大会）に初出場。
- 1972年（昭和47年）
  - 4月22日 - 堤記念プールが完成。
  - 6月25日 - 体育館が完成。
- 1974年（昭和49年）5月 - 市道拡幅により、正門・通用門を移転。
- 1976年（昭和51年）
  - 4月4日 - 定時制の機械科と電気科を統合し、機械・電気科とする。
  - 4月30日 - 機械・電気科実習棟、機械科鋳造・鍛造実習棟、受電室が完成。
- 1977年（昭和52年）5月8日 - 水ケ江校舎跡（現・龍谷中学校・高等学校）に記念碑を設立。
- 1978年（昭和53年）3月31日 - 部室が完成。
- 1979年（昭和54年）3月20日 - 定時制室が完成。定時制課程、完全給食を開始。
- 1980年（昭和55年）2月25日 - 財団法人佐賀工業教育会館（佐工会館）が完成
- 1982年（昭和57年）3月20日 - 電子計算機を設置。
- 1991年（平成3年）4月1日 - 金属工業科を廃止し、材料技術科を新設。
- 1992年（平成4年）
  - 3月25日 - 産振実習棟が完成。給食室を南に移転。跡地に教室棟が完成。
  - 4月1日 - 全校舎を土足から上履きに切替える。
- 1995年（平成7年）2月28日 - 家庭科実習室を増設。
- 1997年（平成9年）12月4日 - 第2教室棟の大規模改修を実施。
- 1998年（平成10年）
  - 10月17日 - 創立100周年記念式典を挙行。
  - 12月15日 - 第1教室棟の大規模改修を実施。
- 1999年（平成11年）4月1日 - 材料技術科の募集を停止。
- 2000年（平成12年）2月21日 - 体育館の大規模改修を実施。
- 2001年（平成13年）
  - 2月21日 - 財団法人佐賀工業教育会館（佐工会館）を改築。
  - 3月31日 - 材料技術科を閉科。
- 2003年（平成15年）1月10日 - 建築実習棟の大規模改修を実施。
- 2004年（平成16年）3月4日 - 柔剣道場の改築工事を実施。
- 2005年（平成17年）4月 - 電子科を電子情報科へ改編。
- 2011年（平成23年）11月30日 - 管理棟を改築。
- 2013年（平成25年）2月8日 - 機械・電気実習棟の耐震改修工事を実施。
- 2014年（平成26年）
  - 4月1日 - 定時制機械・電気科を機械科、電気科とする。
  - 6月8日 - グラウンド整備工事（人工芝敷設）が完成。
- 2018年（平成30年）
  - 11月3日 - 創立120周年記念式典を挙行。
- 2020年（令和2年）
  - 4月 - 学科改編により、「機械科」「機械システム科」「電気科」「電子科」「情報システム科」「建築科」の6学科を設置。

## 部活動
全日制課程
運動部
- 野球部 - 選抜高等学校野球大会（春のセンバツ甲子園）に1回（1968年〈第40回〉）、全国高等学校野球選手権大会（夏の甲子園）に2回（1968年〈第50回〉・1987年〈第69回〉）出場したことがある。
- 陸上部
- ラグビー部 - 2023年時点で、全国高等学校ラグビーフットボール大会へ42年連続で出場を果たしており、連続出場1位の記録を保持している。（第103回大会で52回目）
- バレーボール部
- バスケットボール部
- 柔道部
- 剣道部
- 卓球部
- 水泳部
- 山岳部
- ソフトテニス部
- バドミントン部
- サッカー部

文化部
- 吹奏楽部 - 1996年以来の定期演奏会を2008年12月28日に開催した。（12年ぶりの開催）
- 美術部
- ロボット研究部
- 建築デザイン部
- 機械科学部
- 電気科学部
- 図書部
- 新聞部
- 視聴覚部
- インターアクト部
- JRC同好会

定時制課程
運動部のみ
- 野球部
- 陸上部
- 卓球部
- バレーボール部
- バスケットボール部

## 著名な出身者
文芸界
- 吉田絃二郎 - 小説家。随筆家や劇作家としても名を馳せた。校歌の作詞者。

スポーツ界
プロ野球選手
- 田中久寿男
- 土師一男（佐賀ノ海輝一） - プロ野球引退後は大相撲力士（十両）
- 江口孝義
- 中村善之
- 鬼崎裕司
- 山田遥楓

バレーボール選手
- 高尾和行 - ビーチバレー選手・ビーチバレー男子日本代表監督
- 伊東勇樹 - 元バレーボール選手

柔道選手
- 近藤隼斗

競輪選手
- 井上茂徳 - 元競輪選手（私立佐賀龍谷高等学校へ転校）

ラグビー選手
- 島崎正吾 - 東芝ブレイブルーパス
- 藤井亮太 - 東芝ブレイブルーパス
- 立川剛士 - 東芝ブレイブルーパス
- 山口修平 - 東芝ブレイブルーパス
- 深村亮太 - 東芝ブレイブルーパス
- 牛原寛章 - NTTドコモレッドハリケーンズ
- 久富雄一 - 日野自動車レッドドルフィンズ
- 藤戸恭平 - NECグリーンロケッツ
- 内田涼 - NECグリーンロケッツ
- 松浦康一 - NECグリーンロケッツ
- 大田尾竜彦 - ヤマハ発動機ジュビロ
- 山村亮 - ヤマハ発動機ジュビロ
- 五郎丸歩 - ヤマハ発動機ジュビロ
- 中園真司 - ヤマハ発動機ジュビロ
- 田中渉太 - ヤマハ発動機ジュビロ
- 田上稔 - ヤマハ発動機ジュビロ
- 高倉和起 - 神戸製鋼コベルコスティーラーズ
- 中村彰 - 釜石シーウェイブス
- 三根秀敏 - コカ・コーラレッドスパークス
- 山口智史 - コカ・コーラレッドスパークス
- 淵上宗志 - コカ・コーラレッドスパークス
- 松本健志 - コカ・コーラレッドスパークス
- 小柳泰貴 - コカ・コーラレッドスパークス
- 五郎丸亮 - コカ・コーラレッドスパークス
- 岩本亮 - コカ・コーラレッドスパークス
- 山田久寿 - コカ・コーラレッドスパークス
- 木下修一 - コカ・コーラレッドスパークス
- 江頭翔太 - コカ・コーラレッドスパークス
- 鎌田健太郎 - コカ・コーラレッドスパークス
- 久原綾眞 - コカ・コーラレッドスパークス
- 津岡翔太郎 - コカ・コーラレッドスパークス
- 三股久典 - コカ・コーラレッドスパークス
- 進藤猛 - 九州電力キューデンヴォルテクス
- 徳永一斗 - 九州電力キューデンヴォルテクス
- 田中圭一 - 東芝ブレイブルーパス
- 松園正隆 - 宗像サニックスブルース
- 帯谷大介 - NTTコミュニケーションズシャイニングアークス
- 荒井康植 - キヤノンイーグルス
- 今村哲央 - 豊田自動織機シャトルズ
- 染山茂範 - 中国電力レッドレグリオンズ
- 大塚健太郎 - クボタスピアーズ
- 宮上廉 - 東芝ブレイブルーパス東京
- 堤ほの花 - 日本体育大学ラグビー部女子
- 峰愛美 - 日本体育大学ラグビー部女子
- 町田美陽 - 日本経済大学
- 永田義樹 - 日本体育大学ラグビー部
- 谷山三菜子 - 日本体育大学ラグビー部女子
- 松本純弥 - 浦安D-Rocks
- 福士萌起 - 日野レッドドルフィンズ
- 山内開斗 - NTTドコモレッドハリケーンズ大阪
- 矢次竜介 - 安川電機BLUE BLAZE
- 水間夢翔 - 日本大学ラグビー部
- 大和哲将 - 明治大学ラグビー部
- 後藤翔大 - 日本大学ラグビー部
- 井上達木 - 筑波大学ラグビー部

陸上選手
- 田島政次

テコンドー選手
- 岡本留佳

## 交通アクセス
最寄駅
- JR九州長崎本線「佐賀駅」

## 周辺
- 多布施川
- 佐賀県立佐賀北高等学校
- 佐賀県立盲学校